# Francesc Balart i Figuerola
|  | Aquest article tracta sobre el pintor. Vegeu-ne altres significats a «Francesc Balart». |

Francesc Balart i Figuerola (Reus, 28 de gener de 1900 - ?) va ser un pintor català.
Era fil de Pere Balart, assaonador, i de Susanna Figuerola, tots dos de Reus. Va estudiar a la Llotja, a Barcelona cap al 1920 amb els professors Vernis Vidal i Joan Sabadell. Va participar en diverses exposicions col·lectives a Barcelona i en va fer d'altres d'individuals, tant a Barcelona com a Reus. Pintava natures mortes, paisatges i figures, i va obtenir diversos premis.